# Меморіал українським січовим стрільцям на горі Маківка
Меморіальний військовий цвинтар українських січових стрільців — відбудований у 1998–1999 роках на честь героїв, що полягли у квітні-травні 1915 р. під час Першої Світової війни у битві з військами Царської Росії на г. Маківка.
Було встановлено 50 хрестів на могилах січовиків та один пам'ятник на честь тих січовиків, котрих ідентифікувати не вдалось.
Меморіал полеглим в цих боях УСС знаходиться неподалік вершини гори Маківки, на її південних схилах. 

## Історія

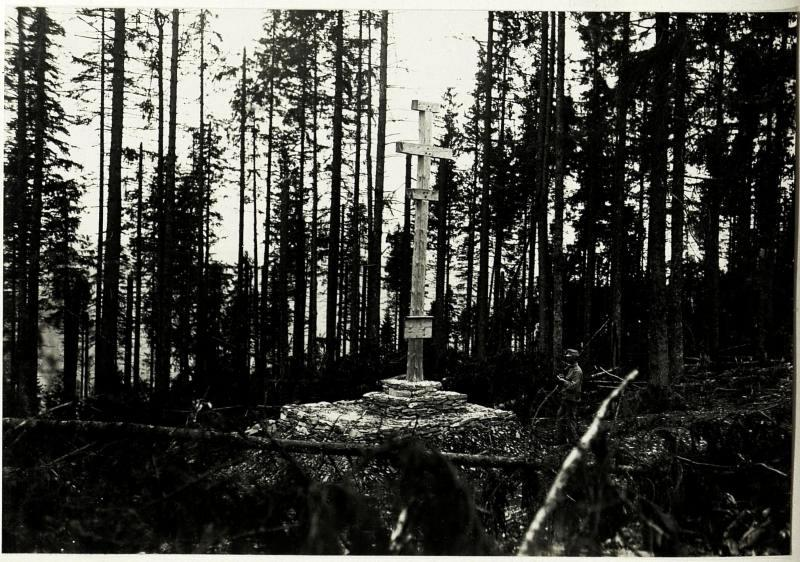
Пам'ятник українським героям на Маківці, 1915

4 травня 1915 року, закінчився бій за гору Маківка, який тривав майже тиждень — перший великий бій Українських січових стрільців.
Проти українських воїнів виступали війська імперської Росії. Ціною величезних втрат росіяни все ж змогли опанувати гору, але бій їх виснажив і вже дуже скоро, під натиском противника, імператорські війська відступили далеко на схід.
У 1920-х роках члени УВО, а згодом ОУН започаткували встановлення хрестів полеглим за волю України поблизу центральної вершини Маківки. У 1930-х українська молодь розпочала масові паломництва на «горбочок» на Маківці. Щорічно, в першу неділю серпня до1939 р. тут відбувалося поминальне богослужіння, на яке приходили сотні і тисячі людей з цілої Галичини.
|  | На тім майже 1000 метровім шпилі між Тухлею і Головецьком висипали могили 34 юнакам–героям. Ці могили це наш перший військовий цвинтар. На Маківці повинен станути величавий пам'ятник, гідний жертви героїв, що там спочивають, а сама Маківка повинна стати прощею для земляків–патріотів. Поки що Філія Т–ва Охорони Воєнних Могил у Сколім, на спілку з матірнім Т–во–м, помістять у церкві в Грабівці Скільськім (сільці біля підніжжя Маківки) пам’ятну металеву таблицю з іменами похованих на Маківці УСС |

На кінець 1980-х, як свідчить організатор спорудження меморіалу Микола Клепуц, «… могили майже зникли між кущами, заросли травою, поміж них повиростали смереки, хрести похилились, деякі поламались, огорожі теж не було».
У 1989 активісти Львівського "Товариства Лева" позрубували старі смереки, за допомоги старих жителів сіл Головецько та Пшонець визначили місця поховань, зробили огорожу, поставили на могилах хрести. Активну участь у цій роботі брав житель села Пшонець Василь Ярема, який потім брав участь у спорудженні меморіалу і згодом був його сторожем.  
Народний художник України Євген Безніско писав: «У 1994 р. до нас звернувся представник Сколівської райдержадміністрації п. Клепуц Микола Дмитрович з пропозицією впорядкувати захоронення січових Стрільців на г. Маківка… »
У 1998—1999 цвинтар Січових Стрільців було відбудовано: встановили 50 хрестів на могилах січовиків та один пам'ятник на честь тих січовиків, яких ідентифікувати не вдалося. Меморіальний цвинтар на Маківці був відкритий 1 серпня 1999. Художники: батько й син Євген і Ярема Безніски, архітектор Василь Каменщик.
В ході підготовки до 100-річчя боїв на Маківці виконано реконструкцію меморіалу. Усі 50 бетонних надгробків і хрестів замінили на суцільні кам'яні з білого пісковика. Виконав роботу каменяр, скульптор Степан Янів.

## Список ідентифікованих стрільців
На Пантеоні поховані:
1. Федір Бельмега — 17 років
2. Ілько Бехметюк — 22 роки
3. Михайло Білячук — 18 років
4. Василь Вітенюк — 20 років
5. Степан Гаврилюк — 20 років
6. Ілько Ганущак — 19 років
7. Василь Геник — 21 рік
8. Іван Гільтайчук
9. Олекса Григорчук — 18 років
10. Юрко Григорчук — 20 років
11. Ілько Грицюк — 20 років
12. Петро Данищук
13. Танас Дупрейчук — 21 рік
14. Михайло Дячук
15. Василь Іличук — 18 років
16. Федір Карпин — 22 роки
17. Іван Кішка — 19 років
18. Осип Конюшевський — 25 років
19. Олекса Курендаш — 19 років
20. Іван Лаврук — 19 років
21. Микола Максимюк — 18 років
22. Ілько Матійчук
23. Федь Матійчук
24. Осип Матковський — 22 роки
25. Микола Михайлюк
26. Дмитро Мицканюк — 22 роки
27. Микола Мицканюк −21 рік
28. Михайло Мицканюк — 23 роки
29. Василь Палійчук — 20 років
30. Дмитро Петрів — 20 років
31. Федір Пик — 20 років
32. Юра Пітиляк — 20 років
33. Кость Попенюк — 26 років
34. Іван Ребеньчук — 20 років
35. Дмитро Савчук — 19 років
36. Дмитро Снітович — 18 років
37. Михайло Стефанський
38. Гриць Стефурак
39. Михайло Стратійчук
40. Омелян Стратійчук — 17 років
41. Сумарук
42. Іван Тимчишин — 21 рік
43. Пилип Тимчишин — 26 років
44. Борис Ткачук — 23 роки
45. Федь Ткачук — 21 рік
46. Онуфрій Федорчак
47. Дмитро Формусяк — 22 роки
48. Дмитро Цвілинюк — 19 років
49. Юліан Шевчук — 19 років
50. Микола Юзьвяк — 18 років